# Hôtel de Montravel
L'hôtel de Montravel est un hôtel particulier du XVIIIe siècle situé à Joyeuse, en France.

## Description
La façade date du XVIIIe siècle, ainsi que l'escalier de fer forgé.

## Localisation
L'hôtel est situé sur la commune de Joyeuse, dans le département français de l'Ardèche.

## Historique
L'édifice est inscrit au titre des monuments historiques en 1988.
Il fut la propriété de la famille Tardy de Montravel,, à la suite du mariage de Louis Damien Tardy comte de Montravel avec Marie Rosalie Dorothée Pellier de Sampzon une des plus belles fortunes du Vivarais ( Pellier était intendant des terres du duché de Joyeuse).